# NGC 3271
NGC 3271 est une galaxie lenticulaire située dans la constellation de la Machine pneumatique. NGC 3271 a été découverte par l'astronome britannique John Herschel en 1834. Cette galaxie a aussi été observée par l'astronome américain DeLisle Stewart le 1er mai 1900 et elle a été inscrite à l'Index Catalogue sous la cote IC 2585.

## Caractéristiques
Sa vitesse par rapport au fond diffus cosmologique est de 4 216 ± 28 km/s, ce qui correspond à une distance de Hubble de 60,9 ± 4,3 Mpc (∼199 millions d'al).
À ce jour, quatre mesures non basées sur le décalage vers le rouge (redshift) donnent une distance de 28,025 ± 4,322 Mpc (∼91,4 millions d'al), ce qui est loin à l'extérieur des valeurs de la distance de Hubble. Notons cependant que c'est avec la valeur moyenne des mesures indépendantes, lorsqu'elles existent, que la base de données NASA/IPAC calcule le diamètre d'une galaxie et qu'en conséquence le diamètre de NGC 3271 pourrait être d'environ 82,2 kpc (∼268 000 al) si on utilisait la distance de Hubble pour le calculer.

## Groupe de NGC 3271
NGC 3271 est la galaxie la plus brillante et la plus grosse d'un trio de galaxies qui porte son nom. Les deux autres galaxies du groupe de NGC 3271 sont NGC 3267 et NGC 3269. Avec une magnitude de 11,8, c'est la plus brillante galaxie spirale de l'amas de la Machine pneumatique, qui se trouve à environ 32,920 ± 11,568 Mpc (∼107 millions d'al) de distance.